# Сивуха Ігор Віталійович
Ігор Віталійович Сивуха (нар. 31 березня 1970, Сімферополь) — радянський та український футболіст, виступав на позиції захисника.

## Життєпис
Футбольну кар'єру розпочав у 1987 році в клубі «Таврія» (Сімферополь), але більшість ігрового часу виступав у дублі «таврійців» (лише в дебютному сезоні 1987 року зіграв 1 поєдинок за першу команду в кубку СРСР) та фарм-клуб «Таврії» — «Метеор» (Сімферополь). У 1990 році перейшов до севастопольської «Чайки». Навесні 1992 року виступав у житомирському «Хіміку». На початку 1993 року став гравцем «Фрунзенець» (Фрунзе). Влітку 1993 року виїхав до Польщі, де захищав кольори «Сталі» (Стальова Воля), проте на поле виходив не часто, тому вже в жовтні 1993 року повернувся до кримського клубу, який на той час переїхав у місто Саки та змінив назву на «Динамо» (Саки). З осені 1994 року виступав в аматорському колективі «Чайка» (с. Охотнікове). У травні 1995 року зіграв 2 матчі за «Сурож» (Судак). У 1996 році підсилив склад «Донбаскрафту» (Краматорськ). Проте вже наступного року виїхав за кордон, цього разу до Узбекистану, де протягом трьох років виступав у ФК «Андижан». У 1999 році завершив кар'єру футболіста.